# Samuel Meyerson

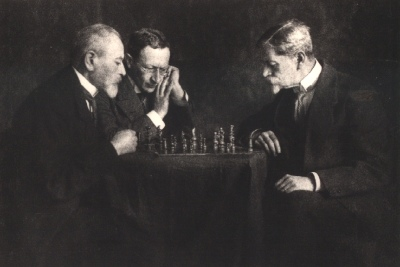
Samuel Meyerson podczas partii szachów, w środku Julius Eliasberg

Samuel Meyerson (ur. 23 października 1851 w Płońsku, zm. 14 października 1939 w Warszawie) – polski lekarz laryngolog. Jeden z pierwszych polskich laryngologów; wymienia go Adam Politzer w swojej Geschichte der Ohrenheilkunde (1907).

## Życiorys
Urodził się 23 października 1851 w Płońsku w rodzinie żydowskiej Józefa i Zofii. Jego krewnym był filozof Émile Meyerson (1859–1933). Uczęszczał do gimnazjum w Toruniu, ukończył je w Warszawie w 1869, wyróżniony złotym medalem. Studiował medycynę na wydziale lekarskim Cesarskiego Uniwersytetu Warszawskiego. W 1874 otrzymał tytuł lekarza. Następnie, od 1878 do 1882, był asystentem na oddziale wewnętrznym Szpitala Ujazdowskiego. W 1882 na kilka miesięcy wyjechał specjalizować się w laryngologii do Wiednia, a stamtąd do Paryża. Po powrocie praktykował w Warszawie. W latach 1890–1896 pracował w ambulatorium laryngologicznym Szpitala dla Dzieci im. Bersonów i Baumanów.
Honorowy lekarz Przytułku dla Bezdomnych Żydów przy Komitecie Centralnym m. st. Warszawy (1914–1916), kurator ambulatorium gminy starozakonnych (od 1913), kierownik Sekcji Żydowskich Szkół Powszechnych w Wydziale Oświecenia Publicznego Komitetu Obywatelskiego m. st. Warszawy (1914–1918), prezydent Towarzystwa Szkół dla Głuchoniemych Dzieci Żydowskich w Warszawie, członek Rady Departamentu Opieki nad Dzieckiem w Ministerstwie Zdrowia Publicznego i Rady Oświecenia Publicznego w Ministerstwie Wyznań Religijnych i Oświecenia Publicznego. Przewodniczący Sekcji Otolaryngologicznej Towarzystwa Lekarskiego Warszawskiego.
Od 1882 żonaty z Rachelą z domu Eliasberg. Mieli dwójkę dzieci, Ignacego (1888–1983) i Helenę (ur. 1890).

## Wybrane prace
- O odruchach nerwowych wywoływanych przez zmiany w muszlach nosowych. Gazeta Lekarska 2 (18, 19), s. 343, 368 (1884)
- O wprowadzeniu świeczek do trąbki Eustachiusza w nieżytach ucha średniego. Medycyna 12, s. 2–8 (1884)
- Polip krtaniowy operowany po uprzedniem znieczuleniu kokainą. Medycyna 12, s. 809–813 (1884)
- O przeszkodach przy usuwaniu rurki tracheotomicznej. Medycyna 12, s. 225, 241 (1884)
- O niespodzianem znajdowaniu ciał obcych w nosie u dzieci. Medycyna 12, s. 712–714 (1884)
- O stosowaniu kokainy w laryngologii i rynologii. Medycyna 13, 5, s. 77–84 (1885)
- O przewlekłym nieżycie nosa i zboczeniach nerwowych w związku z nim będących. Medycyna 13, s. 767–775 (1885)
- Ueber den Einfluss peripherer Trigeminusreize auf das Gehörorgan. Wiener medizinische Presse 26, s. 1381–1384 (1885)
- Zupełne błoniaste zarośnięcie nozdrzy tylnich. Medycyna 8, 9 (1887)
- Zur Pigmentfrage. Arch. f. path. Anat. 118, s. 197–207 (1889)
- Ueber Knochenblasenbildung, nebst einem Falle von empyematöser Knochenblase Monatschr. f. Ohrenh 27, s. 193–197 (1893)
- Przyczynek do etiologii błoniastego zarośnięcia gardzieli. Medycyna 21, s. 803–807 (1893)
- Goldflam S, Meyerson S. O przedmiotowych szmerach w uchu i głowie. Medycyna 21, 46, 47, s. 922–927, 939–946 (1893)
- Meyerson S, Goldflam S. Ueber objectiv wahrnehmbare Ohr- und Kopfgeräusche. Wiener medizinische Presse 36 (17, 18 i 19), s. 641–647, 691–695, 728–730 (1895)
- Bemerkungen zu Prof. Hofmeier's Arbeit: Zur Behandlung der Nachgeburtszeit. Münchner Medizinische Wochenschrift 47, s. 86 (1900)
- O leczeniu ostrego zapalenia ucha środkowego. Medycyna i Kronika Lekarska 47, 16, s. 314–318 (1912)
- Przypadek raka krtani, spostrzegany od chwili jego powstania. Polska Gazeta Lekarska 10, 51, s. 987–988 (1931)